# Football Manager 2007
Football Manager 2007 (também conhecido como Worldwide Soccer Manager 2007) é um jogo eletrônico de futebol lançado em outubro de 2006, desenvolvido pela Sports Interactive e publicado pela Sega.